# Exsolução
Exsolução (do lat.: exsolutione) é a designação dada aos processos em que por efeito de exsolver resulta a separação de fases que ocorrem em soluções sólidas homogéneas sem haver mudanças na composição química total da fase inicial, isto é, sem haver adição ou remoção de matéria.